# Alexander Nijeboer
Alexander Nijeboer (Zwolle, 1972) is een Nederlandse journalist, dichter, schrijver en ondernemer.

## Leven en werk
Nijeboer werd geboren in Zwolle als oudste van drie zoons. Zijn vader was functionaris bij het Zwolse politiekorps, zijn moeder administratief medewerkster en huisvrouw.
Zijn journalistieke loopbaan begon Nijeboer in 1995 als freelanceredacteur voor onder meer CJP Magazine, waarvoor hij reisreportages maakte en filmrecensies schreef. In 1997 werd hij hoofdredacteur van studentenblad Memory Magazine, waar hij vijf jaar in loondienst werkte. In die periode zette hij onder meer de strandglossy Breeze op. Hij specialiseerde zich in cabaret en stand-upcomedy en schreef onder meer voor kleinkunstvakblad Sketch en de Volkskrant. Daarnaast legde hij zich als onderzoeksjournalist toe op integriteitszaken bij de overheid (klokkenluiderszaken, corruptie, misstanden en malversaties). Nijeboer debuteerde in 2005 bij uitgeverij Papieren Tijger met de dichtbundel Jongensjaren. Hij werd in 2009 een vaste medewerker van gratis dagblad De Pers. In dat jaar bracht hij de eerste editie uit van de Cabaret & Comedy Gids, vergelijkbaar met culinaire gidsen voor restaurants. Als cabaretkenner en -criticus was hij geregeld op televisie te zien. Zo werkte hij mee aan het KRO-programma De vreemde eend (2004) en de BNN-programma's Katja versus Bridget (2005) en Lama Gezocht (2006-2007).
Vanaf 2009 werkte hij als e-commerce-ondernemer en -adviseur.

## Een man tegen de staat
Nijeboer schreef de omstreden non-fictie roman Een man tegen de staat over defensieklokkenluider Fred Spijkers. Voor dit boek deed hij drie jaar journalistiek onderzoek. In Een man tegen de staat staan forse beschuldigingen aan het adres van diverse politici en topambtenaren van de ministerie van Defensie en het ministerie van Binnenlandse Zaken beschreven. Zo beschuldigde hij onder meer defensiestaatssecretaris Cees van der Knaap ervan dat hij 23 maal de Tweede Kamer verkeerd inlichtte dan wel voorloog over deze grootste klokkenluiderszaak uit de Nederlandse geschiedenis. Ook zouden ambtenaren in dienst van Defensie en Binnenlandse Zaken meerdere processen-verbaal en medische rapporten hebben vervalst, onder meer om Spijkers als 'psychiatrisch patiënt' af te schilderen.
Het eerste exemplaar van Een man tegen de staat werd op 28 oktober 2006 in ontvangst genomen door FNV-voorzitter Agnes Jongerius. Zij gaf aan te zijn geschrokken van de onderzoeksresultaten van Nijeboer. Op 7 maart 2008 publiceerde het vakblad Openbaar bestuur een wetenschappelijk onderzoek naar aanleiding van de publicatie van Een man tegen de staat. Elf academici van de Universiteit van Amsterdam deden onder leiding van prof. dr. J. van der Vliet ruim een jaar lang onderzoek naar de zaak-Spijkers. De academici bevestigden Nijeboers conclusies en oordeelden dat de overheid decennialang het leven van Spijkers onmogelijk maakte. Zij beoordeelden het overheidsoptreden op sommige aspecten als 'kwaadaardig'.
Oud-minister Job de Ruiter probeerde publicatie van het boek nog voor verschijning via de rechter tegen te houden wegens grievende passages aan het adres van de oud-bewindsman. Dit geschil werd nog voor publicatie geschikt.
Ook oud-topmilitair Diederik Fabius probeerde het boek uit de handel te krijgen. Hij eiste onder meer tienduizend euro schadevergoeding en rectificaties in landelijke dagbladen, eveneens omdat het boek grievende passages zou bevatten. Nijeboer stelde dat Fabius de ware oorzaken van de mijnongelukken had helpen verhullen. De auteur moest van de rechter onvoldoende gegronde en grievende passages over Fabius rectificeren.
Defensiestaatssecretaris Cees van der Knaap spande via de landsadvocaat eveneens een bodemprocedure aan tegen de auteur vanwege diens beschuldiging dat de bewindsman twintigmaal de Tweede Kamer voorloog en hierbij mogelijk documenten zou hebben geantedateerd (valsheid in geschrifte). Nijeboer en Van der Knaap schikten deze zaak, waarbij Nijeboer bij zijn belangrijkste beschuldiging blijft dat Van der Knaap 23 maal de Tweede Kamer voorloog. Nijeboer kreeg bij zijn juridische strijd steun van de vakbonden FNV en NVJ. Desondanks moest Nijeboer vanwege de kosten van de rechtszaken zijn huis verkopen.
Een man tegen de staat wordt in 2008 aangehaald in de rap Kamervragen van rapduo Lange Frans en Baas B. Ook stond het boek aan de basis van het hernieuwde maatschappelijke debat over de positie van klokkenluiders.
- Gemeinsame Normdatei: 17391229X
- International Standard Name Identifier: 0000 0003 6904 0492
- Nederlandse Thesaurus van Auteursnamen: 287754278
- Virtual International Authority File: 195285846
- WorldCat: E39PBJxMgjjrwQkp4jpQ46KPQq